# Preluca Nouă, Maramureș
Preluca Nouă este un sat în comuna Copalnic-Mănăștur din județul Maramureș, Transilvania, România.

## Istoric
Prima atestare documentară: 1954 (Preluca Nouă). 

## Etimologie
Etimologia numelui localității: din Preluca (< subst. prelucă „rariște, poiană mică înconjurată de dealuri, pe valea unei ape" < ucr. preluka < ucr. luka „pajiște, luncă") + Nouă (< adj. nou „recent” < lat. novus, -a, -um). 

## Demografie
La recensământul din 2011, populația era de 298 locuitori. 